# Papilio victorinus
Papilio victorinus is een vlinder uit de familie van de pages (Papilionidae). De wetenschappelijke naam van de soort is voor het eerst geldig gepubliceerd in 1845 door Edward Doubleday. Dit taxon wordt wel beschouwd als een ondersoort van Papilio menatius.